# بلدية عرقة
بلدية عرقة، هي إحدى بلديات مدينة الرياض في المملكة العربية السعودية.

## سنة تأسيس بلدية عرقة
تأسست عام 1394هـ حيث أنها منطقة تابعة لإدارة الأشغال بالأمانة، وتتكون من بضع مراقبين ورئيسهم حيث يتولون سير النظافة العامة ومنع التعديات، ثم تحولت إلى بلدية فرعية كغيرها من المناطق الموجودة في مدينة الرياض، وتنحصر حدودها كالآتي:
- يحدها من الشمال الطريق الدائري ما بين عرقة والدرعية
- ويحدها من الجنوب منطقة سد وادي حنيفة
- ويحدها من الشرق حي السفارات وطريق الرياض صلبوخ
- ويحدها من الغرب منطقة شاسعة وهي نهاية المعمور حيث يوجد به شعيب سدير تليه شعاب وكثبان رملية غير مأهولة بالسكان.[3]

## الأحياء التابعة لها
- حي المهدية
- حي عرقة
- حي ظهرة لبن
- حي الخزامى
- حي السفارات.[1][2]

## الوحدات القائمة بنشاطات البلدية
- وحدة الشؤون الإدارية
- قسم إصدار رخص البناء
- إدارة المراقبة العامة حيث تنقسم إلى قسمين: قسم مراقبة البناء، وقسم مراقبة خدمات المراقبة البلدية.
- الصيانة والورشة والنظافة حيث تنقسم إلى ورشة صيانة المعدات، ووحدة الصيانة، والنظافة
- الحفريات ومن أهم أعمالها قص الإسفلت، والحفر
- إدارة الخدمات حيث تنقسم إلى قسم إصدار الرخص والشهادات الصحية، وقسم الوقاية الصحية، وقسم إصدار الرخص والشهادات الصحية، والردم والدك، وإعادة السفلتة.[4]

## إنجازات بلدية عرقة
من أهم إنجازات بلدية عرقة ما يلي:
- إنجازات النظافة بالبلدية من حيث نقل النفايات من مناطق تجميعها، وتعادل ستة ردود يومياً مع كنس الشوارع الميادين، ونقل وترحيل أكثر من 1250 سيارة تالفة إلى المحرقة الخاصة بالأمانة، ونقل بعض الهياكل الخشبية التي جرفتها السيول، وكذلك مخلفات المزارع، ورش ملعب المدرسة المتوسطة آنذاك وصيانته وتنظيفه يومياً من قبل البلدية، وقد قامت البلدية بمجازاة أصحاب السيارات المخالفة من القلابات التي ترمي مخلفاتها في الأراضي حتى تلاشت هذه الظاهرة، وكذلك مجازاة أصحاب وايتات الشفط التي تصب في أماكن ممنوعة، كما قامت البلدية بهدم وترحيل 125 صندقة وعشة التي كانت تشوه الجمال العمراني.
- إنجازات الصيانة بالبلدية من هدم البيوت الآيلة للسقوط، وعمل صيانة للوادي المؤدي للدرعية، وعمل صيانة لمسجد العيد، وردم ما جرفته السيول من كوابل الخدمات
- إنجازات متعلقة بأعمال الأسفلت، وإرساء مشروع رصف وإنارة مدخل البلدة من قبل وزارة المواصلات، وتنفيذ أعمال التشجير المنفذة من قبل وزارة الزراعة، وتوصيل الكهرباء لأغلب المخططات السكنية الحديثة.
- الأراضي من حيث نزع الملكية لعدد من المنازل لصالح مقر سوق الخضار بعرقة، ومقر للبلدية حيث أُستخدم موقف للسيارات، وتنفيذ الشارع الواقع عليه مستوسطة البنين والمستوصف، ونزع إحدى الملكيات لصالح حديقة في مدخل البلدة القديمة
- إنجازات نُذت خدمةً للأهالي
- الغاز نظراً لحاجة الأهالي لمحل بيع براميل الغاز للمشقة التي يعانون منها اثناء جلب الغاز من المناطق الأخرى، وحيث أن البعض لا يملك وسيلة تنقل، عرضت البلدية على صاحب البيع أن يفتتح لهُ فرعاً في عرقة، وبالفعل تم إيجاد الأرض المناسبة وبعقد سنوي مع ضمان حق البلدية في إسترداد الأرض مما سهل تلك الخدمة للمواطنين.[5]

## انظر ايضاً
- مدينة الرياض
- بلدية عتيقة

## وصلات خارجية
- بلدية عرقة.